# 景佐綱

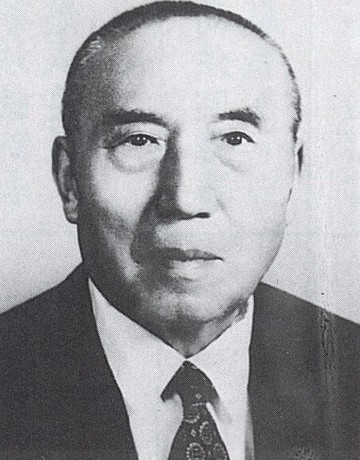
景佐綱

景佐綱（1895年—1979年），辽宁本溪人，中华民国政治人物、法官。

## 生平
景佐綱生在清光緒二十七年（1895年）。民国五年（1916年），入北京法政專门学校法律科，民国九年（1920年）毕業。民国十二年（1923年），因反對曹锟賄選而返回奉天。民国十三年（1924年），派到籌備東三省交通委員會任职，旋調奉天省財政廳，創辦紙捲烟特稅，當時東北紙捲烟均爲日商、英商獨占，從不納稅，且反对征税，景佐綱與日本领事、英国領事爭辯，以百分之二十的税率議定。
民国十六年（1927年），景佐綱任復縣知事，後改縣長。该縣有八年積匪，到任後親率部队很快在两个半月内剿清。爲维护治安成果，景佐綱建築道路網一千餘里，電話網一千五百餘里。得知復縣境内的五湖嘴有日本人私採的粘土礦多处，並私建平車道十餘公里，已经过十四到十五年时间，歷任復县知事均不過問，景佐綱乃封閉这些粘土礦并拆除平車道，以保护中華民国主权。1931年九一八事變爆发，日本人以「遼南省省長」职位及五十萬金，利誘景佐綱合作，景佐綱拒绝後，被囚禁於復縣政府內宅，同年11月在地方人士暗中帮助下逃往北平。
民國廿ㄧ年冬天（1932年冬），景佐綱擔任宣化县县長，时值长城抗戰，駐軍數萬，景佐綱每日忙於供應粮食給駐軍。察哈尔民众抗日同盟軍事變，景佐綱潛行離去。當察哈尔省恢復後，景佐綱又回任怀來县县长，旋調任怀安县县长。怀安县與鄰縣陽原县僅隔一威寧大山，往返須繞山西省天鎮县行二百里，景佐綱乃決心開辟一条單行汽車路，筹措经费修通10公里，乃收費以償借墊的款项。景佐綱亦因此而積勞病倒，辭職到北平養病。
民国廿六年（1937年），景佐綱入四川。民国卅一年（1942年），在監察院任職。民國卅七年6月17日（1948年6月17日），出任松江省政府委员。民国卅七年（1948年），開始疏散，监察院先后被迁往广州、成都，始終由景佐綱負實，人員文卷均無遗失。民国卅八年（1949年）12月，抵达台湾，立即將中斷月餘的監察院恢复。民国四十三年（1954年）9月至民国四十七年（1958年）9月，任考試院秘书長，任内推进「職位分類」及「公保」均有成果。民国四十七年（1958年），任司法院第二届大法官。民国五十六年（1967年），連任第三届。民国六十五年（1976年）任滿，改任总统府国策顾问。